# Gunnar L. Stenbäck
Gunnar L. Stenbäck, född 1880 i Helsingfors, död 1947 i Helsingfors, var en finländsk båtkonstruktör. Stenbäck är speciellt känd som utvecklaren av Hajbåten som han ritade år 1931. 
Stenbäck studerade vid Chalmerska Institutet i Göteborg. I början av sin karriär arbetade han i Förenta staterna som ritare på ett stort varv. När han återvände till Finland grundade han en teknisk byrå som inriktade sig på seglesbåtskonstruktion och tillbehör. Han blev känd som konstruktör inom den sk. Amerikanska regeln.
Stenbäck deltog i de Olympiska sommarspelen 1912 i segling med 6mR båten Finn II. Stenbäck med besättningen bestående av Torsten Sandelin och Ernst Estlander kom på delad femte och sista plats med Norge.

## Ritade 17 sexor
Stenbäck verkade också som agent för Åbo Båtvarf i Helsingfors och många av hans konstruktioner byggdes i Åbo. Stenbäck ritade 8 meters jakten Naja till den Internationella regeln och vann Sinebrychoffpokalen med sig själv som rorsman. Stenbäck planerade allt som allt 17 stycken 6mR-båtar. Stenbäcks största betydelse är som konstruktör av Haj-båten som uppstod på initiativ av ingenjör Eric Nummelin och Helsingfors Segelsällskap.
Målsättningen var en billig båt som kunde byggas av amatörer och inhemska material. Framgången överträffade alla förväntningar och båten har byggts i flera hundra exemplar både i Finland, Frankrike och Tyskland. Haj-båten var länge den största segelbåtsklassen i Finland innan H-båten hann upp den i slutet på sextiotalet. Samtidigt började också den svenska Folkbåten vinna mark av hajen.